# Driver 8
Driver 8 è un brano della band statunitense R.E.M. La canzone è il secondo singolo estratto dal terzo album della band Fables of the Reconstruction (1985).

## Tracce
- 7" (IRS Records, IRS-52678, )

1. Driver 8 – 3:24
2. Crazy – 3:05

Durata totale: 6:29